# Jasmin Šćuk
Jasmin Šćuk (* 14. Juli 1990 in Mostar) ist ein bosnisch-herzegowinischer Fußballspieler.

## Karriere
Šćuk spielte für die Nachwuchsabteilungen der Vereine FK Turbina Jablanica, Radnik Hadžići und FK Mladá Boleslav. Bei Mladá Boleslav begann er 2010 auch seine Profikarriere. Im Sommer 2016 wechselte er innerhalb der Liga zu Slavia Prag.
Für die Saison 2017/18 wurde er an den türkischen Zweitligisten Büyükşehir Belediye Erzurumspor ausgeliehen. Hier etablierte er sich auf Anhieb als Stammspieler. Mit seinem Verein wurde er in der Zweitligasaison 2017/18 Play-off-Sieger der TFF 1. Lig und stieg mit ihm in die Süper Lig auf. Nach diesem Erfolg verpflichtete ihn Erzurumspor samt Ablöse.

## Erfolge
- Play-off-Sieger der TFF 1. Lig und Aufstieg in die Süper Lig: 2017/18